# Венесуэльский воронкоух
Венесуэльский воронкоух (лат. Natalus tumidirostris) — вид летучих мышей из семейства воронкоухих (Natalidae).
Насекомоядный, селится в пещерах на высоте до 548 м. Обитает на территории Бонайре, Синт-Эстатиуса и Сабы, Венесуэлы, Гайаны, Колумбии, Кюрасао, Суринама, Тринидада и Тобаго, Французской Гвианы. Вид находится вне опасности вымирания, МСОП ему присвоил статус «вызывающие наименьшие опасения» (LC).

## Классификация
Выделяют 3 подвида:
- Natalus tumidirostris continentis Thomas, 1911
- Natalus tumidirostris haymani Goodwin, 1959
- Natalus tumidirostris tumidirostris Miller, 1900